# Orán (departament)
Departament Orán (hiszp. Departamento Orán) – departament położony w prowincji Salta. Stolicą departamentu jest San Ramón de la Nueva Orán. W 2010 roku populacja departamentu wynosiła 141683. 
Departament jest położony wpółnocnej części prowincji. Od zachodu graniczy z prowincją Jujuy. Od północy z Boliwią i departamentem Iruya, od północnego wschodu z departamentem General José de San Martín. Od wschodu z departamentem Rivadavia.
Przez departament przechodzą główne drogi Droga krajowa 13, Droga krajowa 34, Droga krajowa 50. W miejscowości Aguas Blancas znajduje się przejście graniczne z Boliwią.
W skład departamentu wchodzą m.in. miejscowości: Santa Victoria Oeste, Los Toldos, Nazareno, Poscaya, Campo La Cruz, San Marcos, Acoyte.